# Azzedine Alaïa
Vous lisez un « article de qualité » labellisé en 2022.
Pour les articles homonymes, voir Alaia.
Azzedine Alaïa (arabe : عز الدين عليّة), né le 26 février 1935 à Tunis et mort le 18 novembre 2017 à Paris 10e, est un styliste et grand couturier franco-tunisien. Durant sa jeunesse, il suit des études de sculpture mais décide de changer de voie, en abordant la couture.
Il se rend à Paris à la fin des années 1950. Hébergé en échange de petits travaux, il perfectionne alors ses techniques de la confection. Il complète son apprentissage chez Guy Laroche. Fin 1959, il rencontre Christoph von Weyhe, son compagnon durant toute sa vie. Il crée son atelier de couture rue de Bellechasse en 1964, et y développe une clientèle privée. Quatre ans plus tard, il commence une vocation de collectionneur de robes ou d'objets de design. Dans les années 1970, Azzedine Alaïa collabore avec plusieurs marques de mode. Vers la fin de cette période, il fait plusieurs rencontres décisives telles Thierry Mugler, qui l'encourage rapidement à se développer, ou Carla Sozzani, amie indéfectible de toute une vie. Michel Cressole publie en 1979 le tout premier article sur Alaïa. Par la suite, plusieurs rédactrices de mode le soutiennent. En pleine période de renouveau de la mode à l'aube des années 1980, il décide finalement de créer la marque Azzedine Alaïa. Sa première petite collection est présentée de façon intimiste en 1981. Dès septembre de l'année suivante, il rencontre le succès aux États-Unis. 
Ami des plus célèbres mannequins, dont Stephanie Seymour, Veronica Webb ou Naomi Campbell, il est rapidement remarqué puis « adulé » par les magazines de mode. Connu plus largement par le public en une dizaine d'années, il déplace en 1984 ses activités dans un hôtel particulier rue du Parc-Royal, dans le 3e arrondissement de Paris au cœur du quartier du Marais. Il retourne aux États-Unis l'année suivante pour un défilé orchestré par Jean-Paul Goude devant un millier d'invités et dont la presse américaine fait l'éloge. Accompagné de Grace Jones dans une robe rose devenue célèbre, il reçoit par la suite deux Oscars de la mode à Paris. New York voit l'ouverture de la première boutique à son nom, décorée par Julian Schnabel. Ces années-là, il décide de ne plus se soucier du calendrier officiel de la mode et de créer à son rythme.
Une fois de plus, Azzedine Alaïa déménage ses appartements-ateliers et part en 1990 pour l'angle de la rue de la Verrerie et de la rue de Moussy. Il collabore avec Tati en 1991, utilisant le motif de l'enseigne à bas coûts. Vers le milieu de la décennie, Azzedine Alaïa est moins présent sur la scène de la mode, la presse se montrant critique, puis absente. Malgré tout, il présente des collections à ses clients fidèles. Une première rétrospective a lieu à Florence en 1996. Dans les années 2000, Azzedine Alaïa s'associe pour quelques années avec la marque italienne Prada, tout en conservant son indépendance de création. Il se lie au groupe Richemont sept ans plus tard. Azzedine Alaïa entre dans la très stricte haute couture en 2003. Il est fait chevalier de la Légion d'honneur en 2008. Une rétrospective est inaugurée au Palais Galliera fin 2013, la première en France.
Azzedine Alaïa devient en un demi-siècle, sans publicité ni promotion pour ses vêtements qu'il présente le plus souvent de façon privée, internationalement reconnu pour ses robes sculpturales.

## Biographie

### Jeunesse tunisienne
Azzedine Alaïa naît à Tunis de parents agriculteurs descendants de mudéjares qui finiront par se séparer. Il passe une jeunesse heureuse et fréquente assidument le cinéma Ciné Soir de Tunis. Sa grand-mère, qui l'élève, a l'habitude de préparer le repas pour toute la famille, tout en dressant la table avec quelques couverts de plus. Cette habitude lui reste tout au long de sa carrière où il établira des relations privilégiées avec ses invités, ses proches, ses amis, ses partenaires de travail, à sa table. Très jeune, il doit travailler : ce seront ses débuts en couture,. Il apprend le français, puis ment sur son âge pour débuter à quinze ans des études de sculpture aux Beaux-Arts de Tunis, dont il sort diplômé. En parallèle, il apprend la couture en regardant faire sa sœur Hafida et travaille pour une couturière, qui a besoin d'aide afin d'effectuer des finitions. Il reproduit, pour ses voisines et les femmes des grandes familles de Tunis, des modèles de robes de Dior ou Balmain. Une succession de rencontres féminines lui fait trouver une place en France, chez Christian Dior.

### Débuts à Paris (1957)

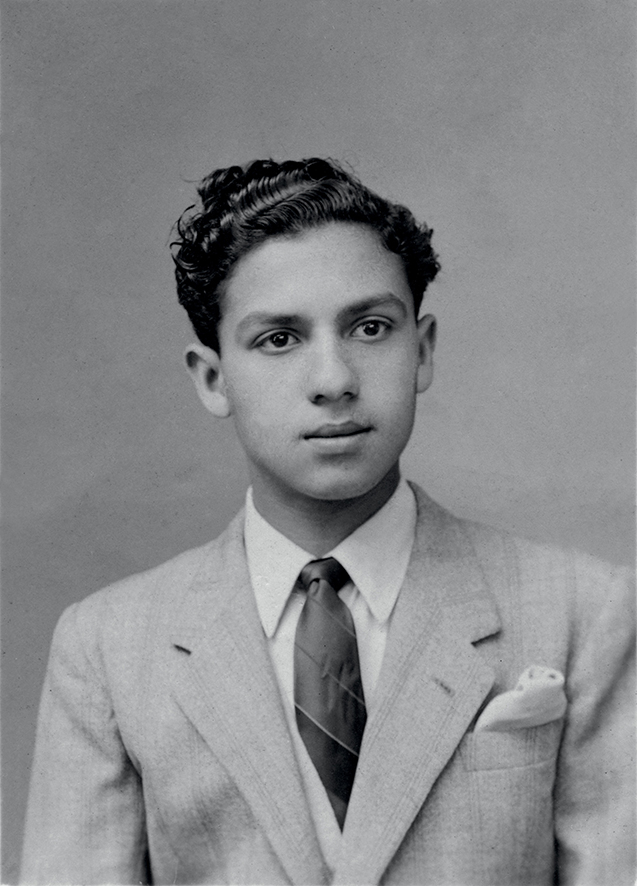
Azzedine Alaïa jeune.

Azzedine Alaïa arrive à Paris en 1957 avec Leïla Menchari durant la guerre d'Algérie, une période compliquée pour les personnes venant d'Afrique du Nord. Il s'installe dans une chambre de bonne que lui prête la comtesse de Blégiers en échange de petits travaux ; il y reste plusieurs années, alternant couture, baby-sitting, et parfois de la cuisine. Dès son arrivée dans la capitale, il intègre la maison Dior comme tailleur pendant « à peine cinq » jours — trois jours d'après les archives de Dior. —, à coudre des étiquettes, puis est renvoyé : « Vous êtes étranger, vous n'avez pas de papiers ». Une fois de plus par un hasard de rencontres, il fait la connaissance de Simone Zehrfuss, puis de Louise de Vilmorin qui l'invite chez elle. De là, il approche toutes les grandes familles parisiennes et commence à se constituer une clientèle privée.
Pour se perfectionner dans le métier, à partir de juin 1958 Azzedine Alaïa travaille durant deux saisons chez Guy Laroche qui dispose alors d'un véritable atelier de couture,,. Il aide Thierry Mugler, qui lui fera rencontrer Izet Curi. À l'époque, la mode est encore symbolisée par la haute couture de l'ancienne maison Givenchy, ou Saint Laurent ; mais une nouvelle génération de stylistes arrive et le couturier décide de se mettre à son compte : Simone Zehrfuss lui prête l'argent nécessaire pour s'installer, il trouve une petite surface rue de Bellechasse, un quatre pièces au premier étage d'un immeuble,.

### Rue de Bellechasse (1964)
Il s'installe en 1964 avec Christophe von Weyhe, son compagnon, dans ce petit appartement transformé en atelier, avec des machines à coudre jusque dans la salle de bains ou la cuisine ; Azzedine Alaïa continue à habiller de nombreuses clientes du « Tout-Paris », à titre privé et de façon confidentielle, telles Greta Garbo, Claudette Colbert, les danseuses du Crazy Horse, ou plus tard Mathilde de Rothschild. L'une de ses premières petites robes noires zippées est réalisée vers 1970, pour l'actrice Arletty. Il s'en inspire pour une collection, une vingtaine d'années plus tard. Il réalise même le prototype de la Robe Mondrian d'Yves Saint Laurent. Ses vêtements, qu'il esquisse rapidement préférant confectionner le modèle sur mannequin vivant, ne sont commercialisés à cette époque que dans son atelier : il n'est possible de les acheter que par relations et connaissances. Il réalise en 1979, pour le compte du chausseur Charles Jourdan, une petite collection de prêt-à-porter, sa première, décorée de pièces métalliques, d'œillets et de zips : la plupart des acheteurs n'aiment pas, qualifiant celle-ci de « sadomasochiste » ; la collection est refusée par le chausseur, mais celle-ci lui permet de se faire remarquer par quelques rares journalistes.

En 1979 toujours — l'année où il rencontre Carla Sozzani, qu'il appelle plus tard sa « sœur », — Michel Cressole écrit dans Libération le tout premier article en France sur le couturier. Azzedine Alaïa précise plusieurs années après : 

« C'est le premier journaliste d'un grand quotidien qui est venu me voir. À l'époque, je ne faisais pas de collections. Je cousais pour des clientes. Il n'a pas posé beaucoup de questions. Il a compris et a analysé. L'article est sorti en octobre 1979 et ça s'appelait « Les Deux Solitaires ». Il parlait de moi et de Serge Lutens. Son papier a tout déclenché. »

La même année, un manteau qu'il crée pour Les Fourrures de la Madeleine fait la couverture d'un numéro de Elle grâce à Nicole Crassat, ; l'article est suivi d'un autre, publié par Melka Tréanton de Depeche Mode, un magazine français à l'époque influent,, puis d'un dans Marie Claire soulignant « les détails et les points forts » de ses créations,. Les rédactrices de mode Brigitte Langevin, Nicole Crassat, et Carlyne Cerf de Dudzeele apparaissent vêtues en Alaïa dans un reportage majeur pour son expansion,, publié par WWD, la « bible » américaine de la mode, en novembre 1981 et photographiées par Bill Cunningham. Les responsables de grands magasins américains commencent à acheter ses créations artisanales : Barneys à New York, qui lui sera fidèle durant les décennies suivantes ; Bergdorf Goodman, également à New York, à la suite du reportage de WWD et d'une rencontre entre Andrée Putman et un acheteur de cette enseigne, qui met en valeur les dimensions « sexy » et « chic » de ses créations ; puis Maxfield à Los Angeles suit et Harrods à Londres.

Le début des années 1980 est une époque où il est facile d'intégrer la mode, même avec une toute petite collection, car le prêt-à-porter suscite de l'intérêt. Son ami Thierry Mugler le pousse à se lancer sous son propre nom. Ses créations contrastent avec le goût de ces années pour des vêtements larges, aux épaules démesurées, parfois unisexes, Azzedine Alaïa préférant des lignes moulantes, près du corps comme un corset, héritage de ses études de sculpture,. Il s'en explique en ces termes : 

« Je continue d'être fasciné par le corps, tout le corps, et en particulier la chute des reins et le derrière, qui est souvent plus intéressant que la poitrine. »

 Il lance sa griffe, Azzedine Alaïa et sa première collection,. Le succès est pratiquement immédiat. Déjà, le couturier communique peu, n'affiche pas sa marque et ses interviews sont rares. Le couturier lui-même affirme : 

« S'il s'agit de prendre la parole à tort et à travers, parler chiffons et dire n'importe quoi comme certains, je préfère m'abstenir et ne pas voler du temps utile à des gens qui, eux, ont des choses importantes à annoncer. »

Son premier défilé de seulement dix modèles a lieu dans son petit appartement, le maquillage des mannequins se fait dans la salle de bains et l'habillage, dans la chambre. Ce choix contraste avec celui des créateurs en vogue, tels Kenzo, Gaultier, Montana ou Mugler, qui organisent de grands spectacles aux Tuileries. Nonobstant, Azzedine Alaïa maintient ses défilés intimistes. En outre, répondant à une proposition de Denise Fayolle et Maïmé Arnodin, il dessine pour le catalogue des 3 Suisses une jupe peu chère ; plusieurs années après il participe aussi au catalogue de La Redoute avec une robe.

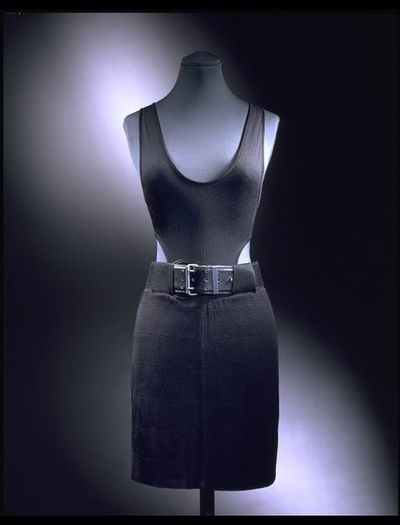
Azzedine Alaïa, haut et jupe 1985.

Les premiers mannequins investissent l'appartement. Azzedine Alaïa les trouve par hasard alors qu'elles ne sont pas encore des top-models ; ce lieu devient leur « incubateur » : Stephanie Seymour, Linda Evangelista, Christy Turlington qu'il est le premier à faire travailler, Naomi Campbell, Tatjana Patitz, Cindy Crawford, Yasmin Parvaneh, Veronica Webb qui deviendra très proche de Lagerfeld également. Les lieux sont tellement petits qu'Azzedine Alaïa est obligé de multiplier les mini défilés où il invite « qui il veut ». Il marque, à l'intérieur de chaque robe, le nom du mannequin qui l'a portée. « À l'époque, il était le seul à réunir tous les mannequins du moment pendant trois jours, à raison de trois défilés quotidiens. » Certaines ne demandent pas de salaire, préférant des vestes, des robes, des vêtements, Azzedine Alaïa échange leur temps contre le sien d'après sa propre formule. Pour le premier défilé, Sophie Hicks du Vogue britannique écrit, incrédule : « Et tous ces top models du monde entier que vous n'aviez pas vu autre-part qu'à New York commencent à défiler à travers la pièce. Nous nous sommes tous regardés l'un et l'autre, étonnés, comment Alaïa avait pu avoir tout ça ici ? Nous avons appris que les filles étaient venues pour travailler, non pas pour l'argent, mais pour les vêtements. Elles les portaient directement à la sortie du défilé, dans la vraie vie,. »
La cuisine d'Azzedine Alaïa devient l'un des endroits les plus chics de Paris, pour des repas où se côtoient artistes et personnalités,, : Grace Jones qui devient rapidement sa muse, Andrée Putman qui décore son futur atelier quelques années après, Tina Turner qui possède une robe en perles et or créée par le couturier, Jean-Paul Goude, et Farida Khelfa, l'autre muse du couturier qu'il décrit plus tard comme « la nouvelle Arletty ». Plus tard, ce sera Michel Rocard, Patrick Modiano, son ami l'artiste Julian Schnabel, Jean-Louis Froment et toujours Carla Sozzani sa fidèle alliée. « On savait qu'on pouvait passer chez lui à n'importe quelle heure : il était toujours là. En train de travailler en écoutant Oum Kalsoum, de regarder un film. Ce n'était pas lui qui allait dans le monde, c'est le monde qui venait à lui » raconte Farida Khelfa.

### Rue du Parc-Royal (1984)
Azzedine Alaïa déménage rue du Parc-Royal dans le quartier du Marais en 1984. Cet hôtel particulier est décoré par Andrée Putman. Mugler et Gaultier triomphent, mais c'est Alaïa qui reçoit des mains de Cher deux « Oscars de la mode » de la Fédération française de la couture, du prêt-à-porter des couturiers et des créateurs de mode comme « Oscar du créateur de l'année » et « Prix spécial du jury »,. La cérémonie a lieu à l'Opéra Garnier et passe en direct à la télévision. Elle est filmée en présence de Frédéric Mitterrand comme maître de cérémonie, sa tante Danielle Mitterrand, Jack Lang, Catherine Deneuve, Yves Saint Laurent qui sera également récompensé tout comme Pierre Cardin et Claude Montana, Hubert de Givenchy, Audrey Hepburn. Grace Jones, qui accompagne Alaïa vêtue d'une robe rose à capuche, chante lors de la cérémonie, puis le pousse : il doit littéralement être « traîné sur la scène » pour recevoir ses prix,.
« Les classiques sexy d'Alaïa sont désormais une institution » écrit la presse. Ce style « sexy » déjà « adulé » par le secteur de la mode est graduellement reconnu par le grand public : ses grandes silhouettes fines aux robes droites, parfois zippées et parfois lacées, ses vêtements qui semblent littéralement « collés » au corps comme une seconde peau, les matières stretch serrant les hanches, les tailles soulignées par des coupes en biais inspirées de Vionnet, les courtes jupes en forme de trapèze, les maillots de bain en lycra, les matières innovantes ou le cuir qu'il travaille parfois comme la dentelle. L'historien de la mode Olivier Saillard dit du créateur que « si un couturier c'est quelqu'un qui refaçonne les corps, alors aujourd'hui il n'y a qu'Azzedine qui sait faire ça […] Ses robes sont hors du temps, hors la mode […] Ses vêtements, c'est des caresses pour les filles ». La couverture médiatique accélère cette reconnaissance : le magazine Elle lui consacre en 1992 dix pages, Marie Claire ou L'Officiel Paris, des articles réguliers, voire des couvertures.
Sa réputation grandit aux États-Unis : Azzedine Alaïa habille Grace Jones face à James Bond pour Dangereusement vôtre. Il dessine les costumes des serveuses du Palladium (en), et y organise un défilé. Celui-ci est mis en scène par Jean-Paul Goude avec plus de cinquante mannequins, dont Farida Khelfa qui ouvre l'événement, et un arc de triomphe comme décor. C'est l'une des rares présentations organisée en dehors de son atelier parisien où elles ont lieu habituellement de façon privée, à l'écart de tout calendrier officiel. À New York, il rencontre Basquiat, Clemente, Haring. À Los Angeles, Tina Turner achète une robe signée Alaïa sans le connaître : un peu plus tard, elle se déplace à Paris pour le rencontrer, devient son amie, et s'affiche sur la pochette de son album Private Dancer dans une petite robe noire du couturier,. Quelque temps après, les cinq musiciennes du clip d'Addicted to Love de Robert Palmer sont vêtues par Alaïa, tout en noir ; le succès du clip apporte au couturier une notoriété plus large, au-delà du cercle restreint de la mode. 
Ces années là, Paquita Paquin décrit les réalisations de cette époque comme des créations destinées à des femmes « séduisantes » et « conquérantes ». Mais quelques mois plus tard, le respecté magazine WWD lui consacre sa couverture sous le titre « La gloire et la chute d'Azzedine Alaïa » : dans un article critique, le magazine soutient que « la mode s'est éloignée d'Alaïa ». D'autres critiques, faisant suite à celles de WWD, portent sur son habitude de montrer ses collections en dehors du calendrier de la mode, son manque d'attention aux détaillants de sa marque, ou le caractère élitiste de ses créations qui semblent destinées aux seules femmes au corps parfait. Malgré cela, il ouvre deux boutiques, à New York et Beverly Hills. Celle de SoHo, sous la responsabilité de Jacqueline Schnabel, la femme du peintre, qui fournit des œuvres de son mari pour la décorer, devient un lieu de mode, mais également d'art ; le point de vente ferme cinq ans plus tard, faute d'approvisionnements réguliers,.
Pour le Bicentenaire de la Révolution française en 1989, lors de son interprétation de La Marseillaise durant le défilé mis en scène par Jean-Paul Goude, la cantatrice Jessye Norman est drapée d'une robe aux couleurs du drapeau national créée par Azzedine Alaïa,.
« Il aimait l'endroit et a planté le décor de sa boutique et celui de son appartement dans le même hôtel particulier » souligne la presse ; pourtant, il cherche déjà un nouveau lieu pour s'installer.

### Rue de la Verrerie (1987)

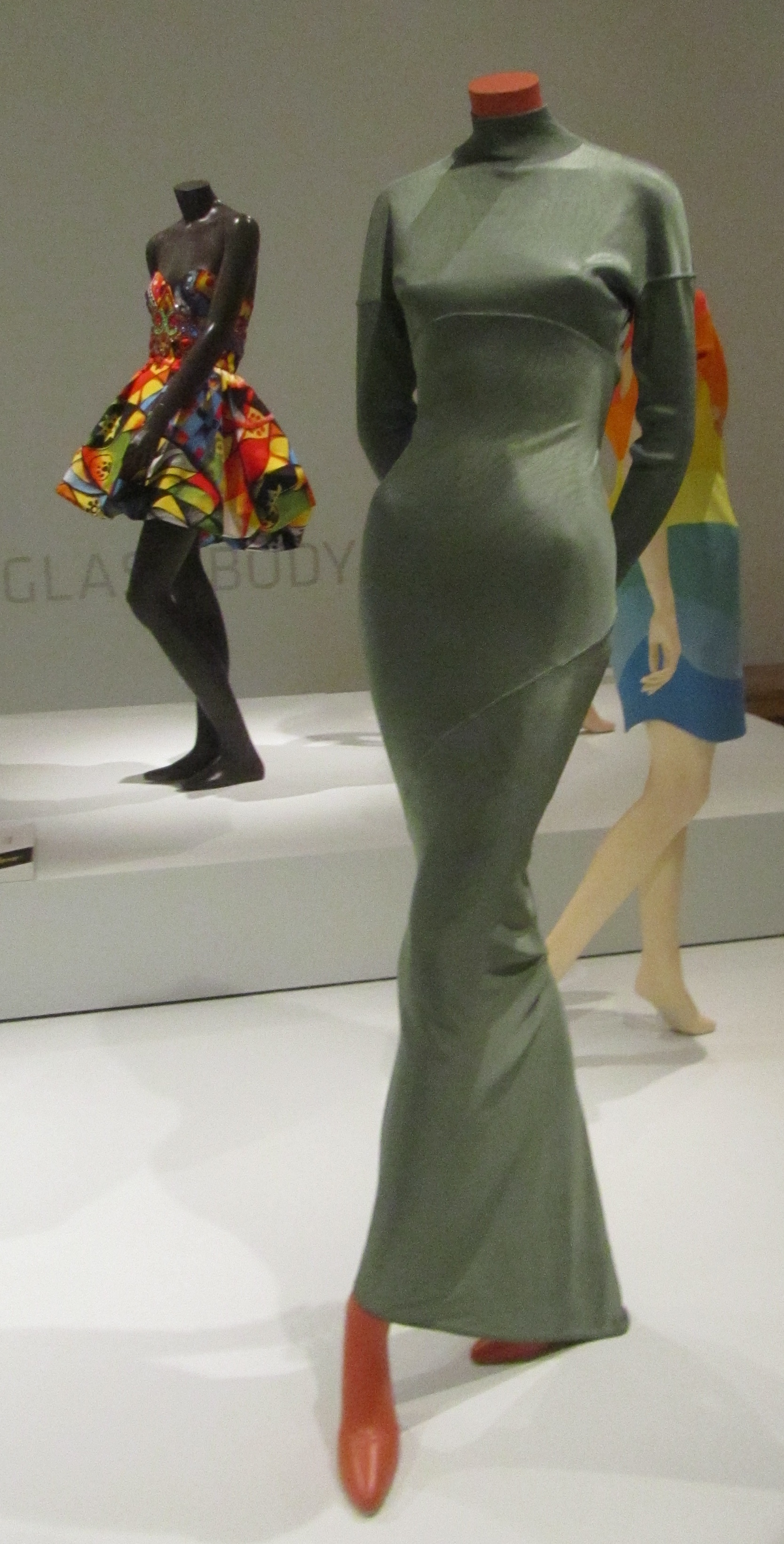
Robe Azzedine Alaïa en acétol (1986-1987).

Azzedine Alaïa achète un ancien entrepôt de plusieurs milliers de mètres carrés à l'angle de la rue de Moussy et de la rue de la Verrerie dans le 4e arrondissement de Paris. Il le fait rénover entièrement en 1987, puis décorer par Julian Schnabel : deux grands bâtiments de plusieurs étages, séparés par une cour intérieure avec une verrière. Showroom, boutique, studio de création, bureaux, podium de défilé, ateliers, et appartement au dernier étage composent cet ensemble,. « Pas de vitrine. Une plaque discrète. Une sonnette ». Comme de tradition chez Azzedine Alaïa, il invite amis, relations, presse, toujours dans sa spacieuse cuisine personnelle équipée d'un grand piano et d'une grande table,. « Sa cuisine, c'est son atelier, là où il travaille et reçoit ». Peu de temps après, il dessine une collection de robe de mariée pour la marque Pronuptia, immortalisée par la photo de Peter Lindbergh avec Linda Evangelista en robe blanche.
Dans les années 1990, bien qu'il conserve sa fidèle clientèle privée, Azzedine Alaïa se fait plus discret, son activité est nettement en retrait. Il décide de faire moins de collections. Depuis le début de sa carrière, il ne livre les vêtements que lorsque ceux-ci sont parfaitement terminés, ne cédant jamais aux impératifs des saisons ou des délais. Il présente une « collection Tati » utilisant l'imprimé pied-de-coq de l'entreprise éponyme et dessine quelques accessoires pour l'enseigne. Il explique que « ce qui m'excitait, c'était d'accoler mon nom, l'univers de la haute couture, avec cette marque qui était alors la moins chère de toutes ». À New York, centre de la mode américaine où il connaît un succès immense dans les années 1980, il n'est plus commercialisé que par l'enseigne Barneys. Celle-ci va jusqu'à supprimer de son magasin la marque française Hervé Léger, souvent comparée à Alaïa avec ses robes zippées ou en bandages, afin de satisfaire le couturier,,. Finalement, Bergdorf Goodman, qui avait arrêté de commercialiser la marque depuis plusieurs années faute d'approvisionnements réguliers, reprend ses commandes. Mais la sœur d'Azzedine, Hafida, meurt ; le temps semble s'arrêter pour le couturier qui ne renouvelle plus ses créations comme le précise Simon Doonan de Barneys : « Gene Pressman [le coprésident] et moi sommes allés le voir dans les années 1990, et c'était la même robe sur la même forme […] le temps s'était arrêté ». La dernière grande présentation des collections Alaïa a lieu en 1992 ; c'est également le dernier défilé de mode pour sa muse Farida Khelfa qui l'accompagne depuis une dizaine d'années : elle devient alors directrice du studio couture. Travaillant « à l'instinct », indépendant, il ne veut pas vendre sa maison, soutenu par ses lignes de prêt-à-porter et chaussures qui restent un succès commercial. Par ailleurs, ces années là, sa liberté de travail lui fait refuser le poste de directeur de la création chez Dior, finalement accordé à son ami John Galliano : « On m'a proposé de prendre la direction de beaucoup de maisons ; Chanel au début, Madame Grès quand cela appartenait à Bernard Tapie… Mais, après réflexion, j'ai toujours refusé, l'indépendance compte plus que tout. ».

### Prada et Richemont (2000)
Une première rétrospective est organisée au musée de Groningue aux Pays-Bas opposant ses créations avec des toiles ou des sculptures ; elle est suivie deux ans plus tard du musée Guggenheim de SoHo qui lui consacre une exposition, sur mannequins transparents pour faire ressortir ses robes. Le magazine WWD qualifie l'événement de « superbe ». Sa marque est alors diffusée par une centaine de boutiques et grands magasins internationaux. Mais l'époque est aux regroupements d'entreprises dans des groupes de luxe : LVMH, Gucci intégré plus tard à PPR, Richemont achètent et restructurent les marques du luxe. Tout en souhaitant conserver son indépendance, Azzedine Alaïa signe un partenariat avec le maroquinier italien Prada en 2000, lui permettant de développer des accessoires à forte valeur ajoutée, dont des chaussures, en conservant sa liberté de création : si l'entreprise italienne prend une part importante du capital, il garde la propriété de sa marque, son autonomie, en n'ayant plus à s'occuper de l'aspect financier de son activité,. La très proche et influente Carla Sozzani supervise l'opération. Prada finance la rénovation de ses locaux rue de Moussy/rue de la Verrerie, la création d'une boutique dédiée aux accessoires, ainsi que la mise en place d'une fondation,. Depuis plusieurs années, le couturier souhaitait créer une structure afin de conserver ses archives personnelles, : ses réalisations sur plusieurs décennies, mais également sa collection de costumes du cinéma, des pièces de design, des vêtements de nombreux couturiers. Collectionneur d'art contemporain et de photographies, Azzedine Alaïa ouvre rue de la Verrerie, une galerie d'art décorée par Julian Schnabel où sont exposées des œuvres liées au design ou à l'image, dont des créateurs de meubles comme Pierre Paulin, Shiro Kuramata, Marc Newson, l'architecte Andrea Branzi ou la peintre Candida Romero. Alaïa fait aménager un tout petit hôtel mitoyen à ses locaux, le 3Rooms, composé de trois chambres. Une table de Jean Prouvé, des sièges Pierre Paulin, ou d'autres objets de design provenant de la collection du couturier, meublent ces trois appartements à la décoration épurée. Carla Sozzani, qui a aidé Alaïa à ouvrir le lieu à Paris, reproduira ce petit Bed and Breakfast à Milan près de son concept store 10 Corso Como.
Mais le mariage Alaïa - Prada engendre des tensions entre le travail artisanal du « petit » couturier et la marque de luxe à la communication de masse et au marketing développé. En juillet 2007, Azzedine Alaïa rachète à la maison italienne toutes les parts, pour s'allier à la Compagnie Financière Richemont, toujours sous le suivi de l'indispensable Carla Sozzani. « Richemont est un bon groupe. Ils devront seulement mettre leur nez dans mes affaires si je ne travaille pas, ce qui n'arrivera jamais » dit-il. Alors qu'Alaïa travaillait à ses débuts avec Massaro pour les chaussures, ses collections d'accessoires de cuir restent toujours réalisées par Prada.

### Honneurs

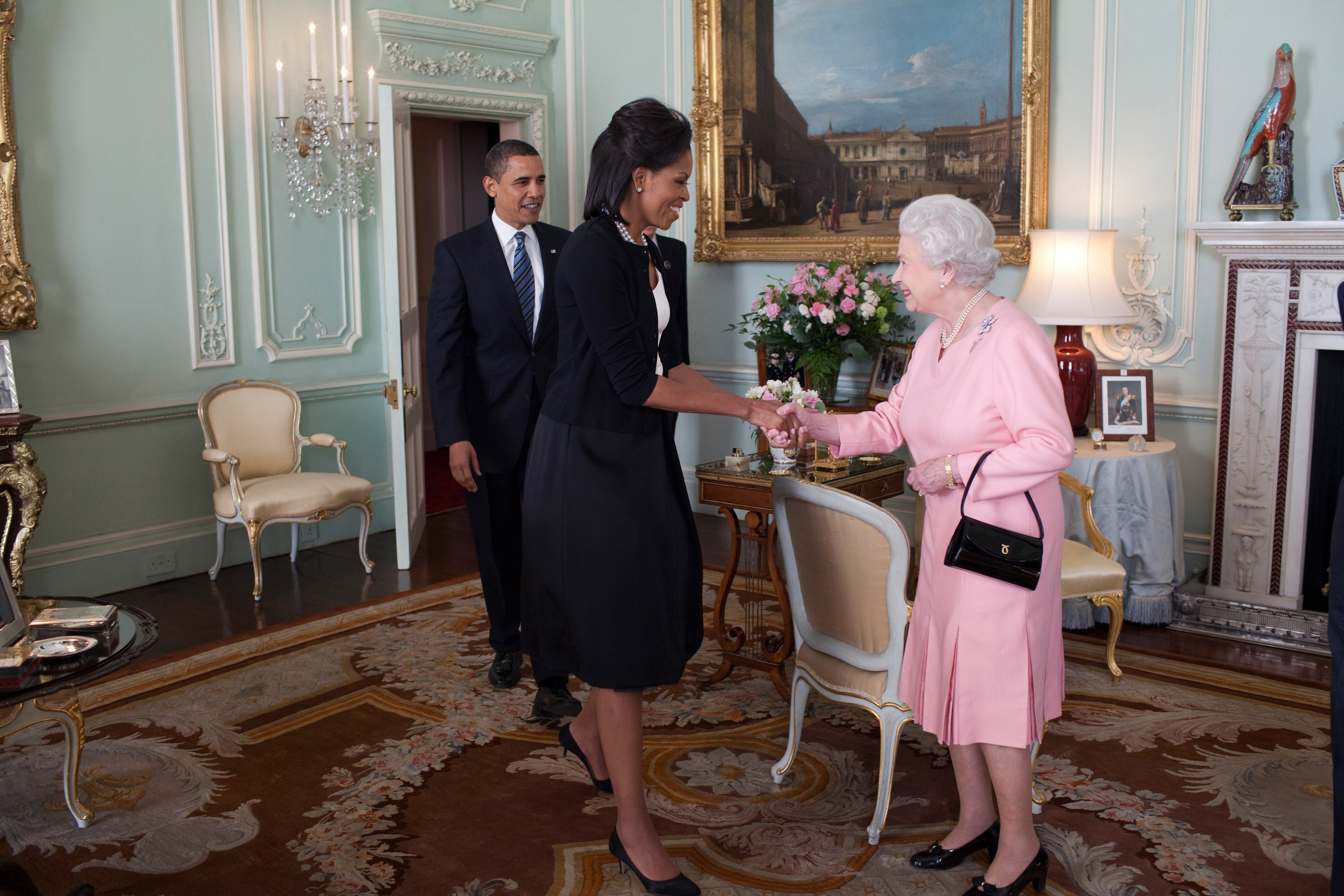
Michelle Obama portant un cardigan Azzedine Alaïa et le président des États-Unis Barack Obama reçus par la reine Élisabeth II en 2009.

Ayant déjà décliné la proposition deux fois, Azzedine Alaïa est nommé en 2008 chevalier de la Légion d'honneur mais refuse sa médaille : « Je l'ai fait uniquement parce que je n'aime pas les décorations, sauf sur les femmes ». Le créateur est pourtant reconnu dans le monde entier, ses robes étant portées par de nombreuses personnalités, telles Michelle Obama ou Carla Bruni,. Lors d'une interview, le couturier critique publiquement l'inépuisable Karl Lagerfeld et la puissante Anna Wintour ; la presse s'en fait écho, tout comme du fait qu'il soit un temps pressenti pour succéder à John Galliano chez Christian Dior Couture. Mais Azzedine Alaïa refuse le poste, comme il l'a déjà fait plusieurs années auparavant à la suite du départ de Gianfranco Ferré.
Azzedine Alaïa devient « membre correspondant » de la Chambre syndicale de la Haute Couture : le créateur, qui réalise parfois une à deux collections par an présentées uniquement dans son showroom « en tout petit comité » et « quand il veut » organise pour la première fois en 2011 dans ses locaux un défilé concomitant à la Semaine de la haute couture parisienne. Ne remplissant pas tous les critères stricts de la haute couture et adepte de la tendance de la « demi couture », il définit celui-ci comme « semi couture ». Cela fait de nombreuses années qu'il n'a pas défilé officiellement, Azzedine Alaïa le « perfectionniste » restant éloigné des tendances, des diktats du prêt-à-porter, ainsi que de tout calendrier. Sont présentes moins de 200 personnes, dont la journaliste Suzy Menkes qui suit Azzedine Alaïa depuis longtemps, le styliste Nicolas Ghesquière, grand admirateur du couturier, l'Italienne Donatella Versace, la réalisatrice Sofia Coppola, ou le proche Olivier Saillard, historien. Azzedine Alaïa est tellement ému par l'ovation à la fin de la présentation qu'il ne peut venir saluer le public. Quelques mois plus tard, une seconde rétrospective de son travail, consacrée aux dix dernières années, est organisée au musée de Groningue au nord des Pays-Bas. Elle est suivie fin 2013 par une exposition au Palais Galliera.
Lady Gaga a porté plusieurs de ses créations, de même que Rihanna, notamment aux Grammy Awards 2013.

### Rue de Marignan (2013)
Azzedine Alaïa crée en 2013, les costumes du ballet Les Nuits du chorégraphe Angelin Preljocaj inspiré des contes des Mille et Une Nuits, puis ceux du spectacle Le Mariage de Figaro donné au Walt Disney Concert Hall. Quelque temps après, il charge Richard Wentworth de photographier durant plusieurs années l'ensemble de la maison, de son bureau aux archives, des ateliers à la préparation des collections.
La marque Azzedine Alaïa est alors commercialisée par 300 points de vente dans le monde. Plusieurs projets du couturier, invariablement habillé d'un costume chinois dont il possède plusieurs centaines d'exemplaires, et qu'il a acheté pour la première fois à Tunis lors de sa jeunesse, sont en voie de concrétisation : un parfum alors qu'Alaïa signe un contrat avec Beauté prestige International, qui fabrique déjà les fragrances pour la maison Jean Paul Gaultier et un nouveau point de vente avec bureaux rue de Marignan, sur cinq étages, à deux pas de l'avenue Montaigne,, qui ouvre finalement fin 2013,. Après celle de Paris deux ans auparavant, une nouvelle rétrospective est prévue à la Galerie Borghèse mettant en opposition sculptures ou peintures avec les créations du couturier,.

### Mort (2017)

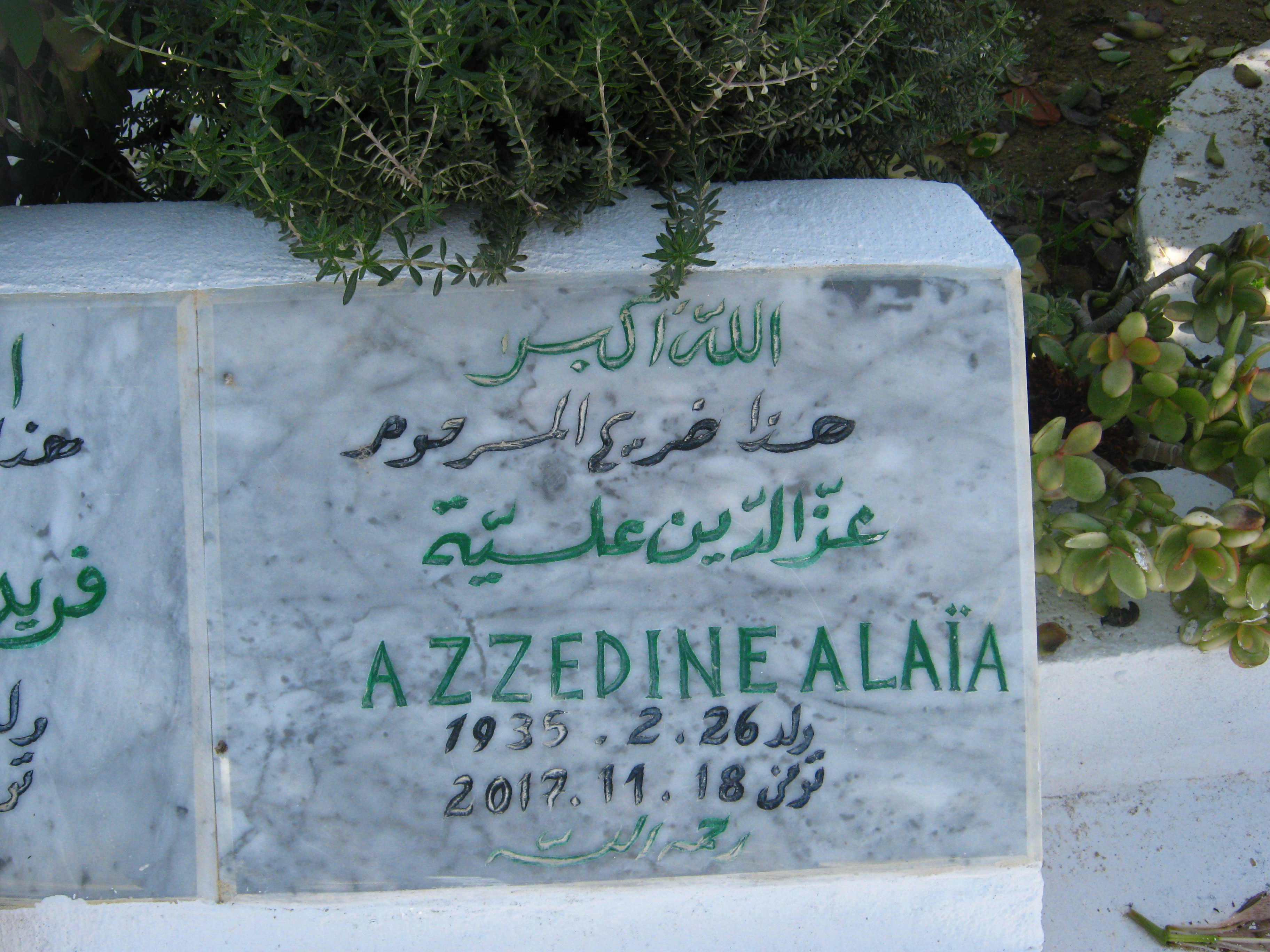
Tombe au cimetière de Sidi Bou Saïd.

En juillet 2017, son amie Naomi Campbell ouvre puis ferme ce qui sera la dernière présentation d'Azzedine Alaïa. Azzedine Alaïa n'a pas défilé en haute couture depuis plus de cinq ans,. En parallèle, une collection capsule est créée pour le fidèle Barneys de New York ; le magasin américain commercialise les créations du couturier depuis 35 ans. Il travaille par la suite à la préparation de l'exposition au Design Museum, recréant et adaptant 80 de ses modèles. Une boutique en son nom doit aussi ouvrir à Londres, presque simultanément à l'« exhibition »,.
Azzedine Alaïa meurt accidentellement le 18 novembre 2017 d'une chute dans un escalier,,. Il est enterré deux jours plus tard au cimetière de Sidi Bou Saïd auprès de sa sœur, après le rapatriement de sa dépouille de Paris à Tunis et en présence de personnalités comme le président tunisien Béji Caïd Essebsi, le ministre Mohamed Zine El Abidine et l'ancien ministre Abderrahim Zouari, l'ambassadeur de France Olivier Poivre d'Arvor, le grand couturier Karl Lagerfeld ou les mannequins Naomi Campbell, Farida Khelfa et Afef Jnifen. Les réactions du monde de la mode sont nombreuses,,. Christoph von Weyhe, compagnon du couturier durant quarante ans, prend la direction de la marque. Dès février de l'année suivante, une rétrospective de ses principales créations est organisée par Olivier Saillard.
Début 2021, le Belge Pieter Mulier est nommé à la direction artistique. Son premier défilé reçoit de bonnes critiques,,.

## Couturier

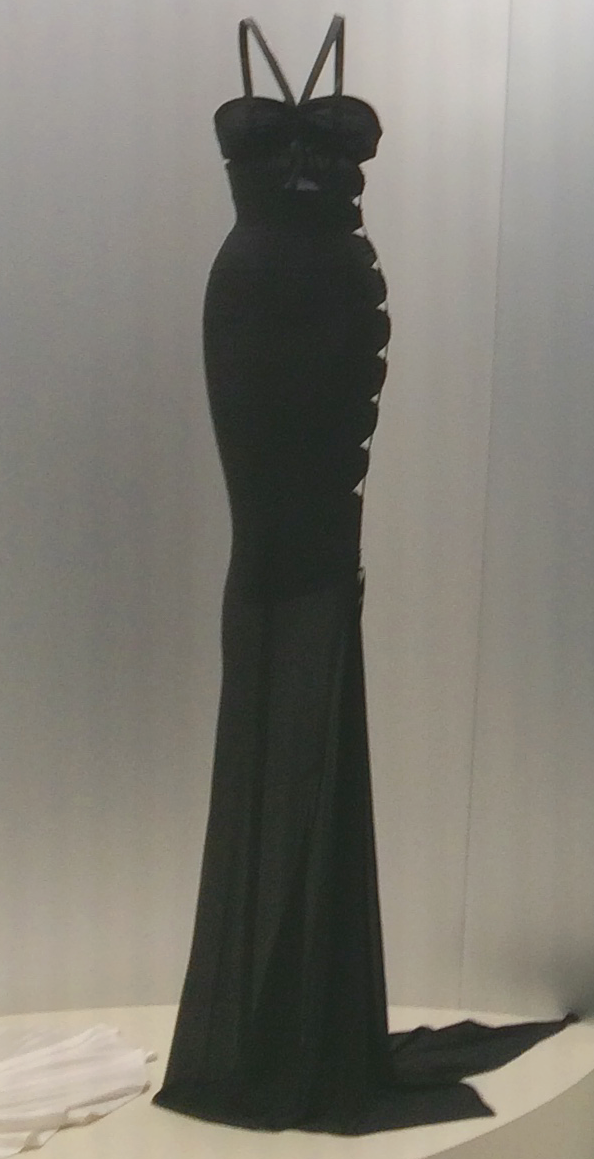
Robe noire par Azzedine Alaïa.

En quelques décennies, Azzedine Alaïa est devenu un symbole, une « légende », et un créateur adulé par les fashionistas du monde entier pour ses robes ultramoulantes, sans artifices. Azzedine Alaïa est un « styliste » au sens de « créateur de vêtements dédiés au prêt-à-porter », mais qui dessine très peu parce qu'« une femme ne peut s'habiller d'un dessin », préférant « sculpter » les vêtements sur ses mannequins, à même le corps. Laurence Benaïm note qu'« il dessine peu. Colle dans un cahier secret ses croquis sur papier calque pour garder l'idée ». Elle ajoute qu'il « trace les fils, règle les toiles, […] aime couper, coudre et découdre ». Il est aussi « styliste » parce qu'il n'est pas « couturier » ou « grand couturier », un terme qui en France concerne une profession liée au sur mesure et à la haute couture et qui a un sens très restreint. Pourtant, Azzedine Alaïa souligne : « Je suis couturier ! Certainement pas styliste » car « un vêtement doit être cousu. On ne porte pas un dessin ». Ce que confirme Olivier Saillard en précisant que : « c'est un couturier. Au sens strict. Tout est modélisé, coupé, cousu par lui. Il sait tout faire. Même s'il ne fait rien seul, il est l'un des rares aujourd'hui à savoir tout faire dans l'élaboration d'un modèle […] De plus, il a échappé à ce débat un peu archaïque entre le prêt-à-porter et la haute couture. ». Azzedine Alaïa est « à cheval entre une haute couture qui ne dit pas son nom et un prêt-à-porter » rare. Déjà quelques années auparavant, Michel Cressole écrit qu'Azzedine Alaïa est « le plus discret des grands couturiers, parce qu'il est le dernier, peut être », propos repris par Jean-Paul Goude ainsi qu'Olivier Saillard, citant Azzedine Alaïa comme « le dernier grand couturier, ». Jean-Paul Goude dit de lui qu'il est « le plus grand prothésiste que la couture ait jamais connu » et François Baudot le précise « sculpteur », « plasticien » à cause de son savoir-faire pour le corps des femmes. Son passage par la haute couture au début des années 2000 règle définitivement ce problème sémantique si souvent abordé.

### Mode
Il n'y a pas de style Alaïa permettant de le définir de façon unique : « Quand je crée un vêtement, je ne pense pas à projeter une image de moi ou un style […] je pense aux femmes », et il ajoute « je ne pense pas qu'il faille avoir un style. Chaque vêtement dépend des femmes, on ne peut pas généraliser ». Pourtant, Azzedine Alaïa reste connu pour ses robes-fourreaux sculpturales et moulantes, « véritables secondes peaux qui suivent les courbes au plus près »,,. Mais au-delà de cette image, certains éléments récurrents marquent la carrière du couturier. Sa première collection montre du noir, du blanc, de la transparence ainsi que, surtout, sa maitrise du cuir ; il aborde de façon récurrente par la suite, dans une palette parfois très foncée, d'autres couleurs comme le vert émeraude, le pourpre mais également le beige ou le blanc cassé. Il n'en garde pas moins une préférence pour le noir qui met selon lui « les personnalités en valeur ». Dès 1981, Azzedine Alaïa utilise abondamment la fermeture à glissière ; sa collection haute couture de 2003 présente un modèle avec environ sept mètres de zip. Il expérimente année après année la maille, qu'il intègre dans ses collections, utilisant parfois le stretch, une matière extensible. Il recourt également à des matières élastiques, tel le Lycra, pour ses robes à bandelettes. Si la première apparait en 1983, cette technique atteint son apogée avec la collection printemps-été de 1990. Michel Tournier estime qu'« avec un jeu de mailles élastiques, il a dû répondre à ce fantasme contradictoire des femmes : être tenue — aussi étroitement que possible — tout en demeurant libre » ; ce que confirme le couturier : « Avec le Lycra, plus besoin de mettre de gaine pour resserrer la taille et en même temps le corps des femmes reste plus libre. » Autre élément incontournable, la chemise blanche, le plus souvent en coton : Azzedine Alaïa ne cesse de la renouveler, l'associant régulièrement au tailleur constitué d'une veste courte ou d'une basque,.

Certaines réalisations peu traditionnelles sont plus particulièrement remarquées, comme le tailleur en jean et zip de 1986 ou, cinq ans après, les modèles au motif de l'enseigne Tati ; collection atypique, cette dernière entre pourtant dans l'histoire de la mode. Mais sa création sans doute la plus célèbre, immédiatement associée au créateur, reste la robe du soir rose cyclamen en jersey d'acétate moiré, portée par Grace Jones aux Oscars de la mode,. Au-delà de l'ensemble du vestiaire féminin, les manteaux et redingotes, les jupes dites « patineuse », les cuirs cloutés, l'usage de l'acétate ou de la mousseline, du laçage et de la corsetterie, les perforations dans les textiles comme des dentelles, restent aussi associées à son nom,, : 

« Je fais des vêtements, les femmes font la mode,. »

## Collectionneur
Passionné de mode et d'art, « collectionneur compulsif », Azzedine Alaïa a constitué une importante collection d'œuvres de design et couture qu'il acquiert, entre autres, dans les salles de ventes,. Sa collection comporte plus de 32 000 pièces, dont 700 créations de Madame Grès, 400 de Balenciaga ou 300 d'Adrian mais également de Madeleine Vionnet, de Paul Poiret, de Schiaparelli, ou de créateurs plus récents comme Margiela, Comme des Garçons ou Junya Watanabe. « Plus des collections d'amis » dira-t-il, dont la collection de photos de Bettina Graziani. Outre la mode, elle comporte également des œuvres des designers Martin Szekely ou Marc Newson.
L'origine de cette accumulation date de 1968 lorsque la maison Balenciaga ferme et donne à Alaïa un stock d'étoffes et de robes : « À la fermeture de la maison Balenciaga en 1968, […] Je suis reparti aussi avec des sacs de robes […] et il m'apparut urgent d'en sauver d'autres. Depuis de nombreuses années, j'achète et je reçois les robes, les manteaux, les vestes qui témoignent de la grande histoire de la mode. C'est devenu chez moi une attitude corporative de les préserver » ; c'est une prise de conscience qui l'entraine à conserver tout ce qu'il peut. Durant sa carrière, il conserve également un exemplaire de chacune de ses créations, alimentant ainsi un fonds d'archives de premier plan.
Pour l'année 2023, le Palais Galliera annonce l'organisation d'une deuxième exposition dédiée à Azzedine Alaïa comme collectionneur.

## Fondation

Logo de la Fondation Azzedine Alaïa.

L'Association Azzedine Alaïa est créée en 2007 par le couturier, par son compagnon le peintre allemand Christophe Von Weyhe et par la galeriste italienne Carla Sozzani, complétant un dispositif autour de la transformation de son lieu de travail et ses appartements privés, rue de la Verrerie, en un lieu d'exposition. Il est, dès le départ, envisagé que cette association se transforme en une fondation, avec pour ambition non seulement de préserver et de continuer à présenter les collections et les archives du créateur, mais aussi de faciliter les études et les travaux de recherche, et d'attribuer des bourses à de jeunes créateurs dans le domaine de la mode. De fait, l'association est devenue une fondation reconnue comme d'utilité publique en février 2020. Carla Sozzani en devient la présidente, Christoph von Weyhe le vice-président et Olivier Saillard le directeur. La fondation poursuit le programme d'expositions engagé par l'Association Azzedine Alaïa du vivant du couturier.

## Dans la culture populaire
Azzedine Alaïa est cité dans une réplique du film La Classe américaine : « Rien de tel que d'aller chez Azzedine Alaïa, ou même de s'acheter des sous-pulls chez Yohji Yamamoto ! ».
Le couturier est également cité dans le film Clueless où Cher Horowitz, jouée par Alicia Silverstone en robe rouge signée Azzedine Alaïa, réplique : « Oh non ! Vous ne comprenez pas ! Ceci est un Alaïa […] un couturier totalement important » alors qu'elle se fait attaquer par un voleur qui lui répond « Et je vais totalement te tirer une balle dans la tête ».
Le film de Julian Schnabel, At Eternity's Gate, lui est dédié.

## Expositions (sélection)
- Musée de Groningue[170],[171], Groningue, 1997-1998 ;
- Musée Guggenheim Soho[79], New York, septembre 2000 ;
- Azzedine Alaïa in the 21st Century[21], musée de Groningue, Groningue, décembre 2011 à mai 2012 ;
- Azzedine Alaïa[172], Palais Galliera, Paris, septembre 2013 à janvier 2014 ;
- Azzedine Alaïa : The Couturier, Design Museum de Londres du 10 mai au 7 octobre 2018[46],[173] ;
- Azzedine Alaïa[174], domicile de Sidi Bou Saïd, décembre 2017 à mars 2018 ;
- Azzedine Alaïa, couturier collectionneur, Palais Galliera, Paris, septembre 2023 à janvier 2024[175],[176].